# Providencia (wyspa)
Providencia (hiszp. Isla de Providencia, ang. Old Providence (Island), hist. ang. Providence (Island)) – wyspa na Morzu Karaibskim, należąca do Kolumbii, część departamentu San Andrés i Providencia. Wyspa położona jest około 200 km na wschód od wybrzeża Nikaragui i około 700 km na północny zachód od kontynentalnej części Kolumbii. Wyspa liczy 17 km² powierzchni i około 5000 mieszkańców (2020).
Gospodarka wyspy opiera się w dużej mierze na rolnictwie, głównie na potrzeby własne, a w mniejszym stopniu na turystyce. 
Mieszkańcy wyspy posługują się głównie lokalnym językiem kreolskim na bazie angielskiego.
Na wschodnim wybrzeżu znajduje się Park Narodowy Old Providence McBean Lagoon.

## Historia
Wyspa znana była Europejczykom co najmniej od 1527 roku. W 1629 roku osiedlili się tu angielscy purytanie. Wcześniej osadę na wyspie założyli holenderscy korsarze. W 1633 roku na wyspę po raz pierwszy sprowadzeni zostali afrykańscy niewolnicy. W 1641 roku wyspa zajęta została przez Hiszpanów. W 1670 roku wyspę przejął pirat Henry Morgan, który uczynił z niej bazę wypadową do łupienia hiszpańskiej Panamy.
Wyspa znajdowała się poza kręgiem zainteresowania mocarstw kolonialnych do 1730 roku, kiedy to rozpoczął się kolejny napływ brytyjskich kolonistów. W 1789 roku wyspa ponownie przeszła na własność Hiszpanii. W 1818 roku, w okresie rewolucji w hiszpańskich koloniach w Ameryce, wyspę zdobył francuski korsarz Louis-Michel Aury. Towarzyszący mu Agostino Codazzi wzniósł na wyspie twierdzę. W 1822 roku za ich sprawą wyspa weszła w skład nowo powstałej republiki Wielkiej Kolumbii.
Providencia, podobnie jak inne wyspy departamentu San Andrés i Providencia, stanowi przedmiot sporu terytorialnego między Kolumbią a Nikaraguą pomimo podpisania w 1928 roku traktatu, który rozstrzygał go na korzyść tej pierwszej.